# Subbekasha flabellifera
Subbekasha flabellifera is een spinnensoort in de taxonomische indeling van de hangmatspinnen (Linyphiidae).
Het dier behoort tot het geslacht Subbekasha. De wetenschappelijke naam van de soort werd voor het eerst geldig gepubliceerd in 1984 door Alfred Frank Millidge.